# Batalha do Campo Tenese
A Batalha de Campo Tenese foi uma batalha em 10 de Março de 1806 entre o II Corpo do Exército de Napoleão de Nápoles sob o comando do General Reynier e do Exército Royal Napolitano sob o comando do General Damas.Na sequência da decisão do rei Fernando IV de Nápoles e da Sicília em aliar-se com a Terceira Coalizão contra Napoleão e a decisiva vitória sobre os Aliados na Batalha de Austerlitz, Napoleão declarou dar um fim na Regra de Bourbon.Ele proclamou seu irmão Joseph Rei de Nápoles, e posteriormente os franceses invadiram o Reino de Nápoles, em Fevereiro de 1806 (a segunda invasão francesa, em 7 anos).Nápoles caiu em 15 de Fevereiro e pelo mar apenas a fortaleza de Gaeta e da Calábria estavam de pé, onde o Exército napolitano foi entrincheirado, ainda contra os franceses.
Em 10 de Março, Reynier , incluiu em seu exército 2 batalhões da Legião Polonesa e 1 batalhão Suíço, bem como as tropas do Reino de Itália e do Reino da Etrúria, que contrataram os Napolitanos em um dia de escaramuças.O exército napolitano foi encaminhado e a maioria dos homens foram entregues aos Reinos, alterando os lados, ou fugiram para a Sicília, que era protegida pelos britânicos.
Um dia após a batalha, Joseph Bonaparte se tornou o novo rei francês do estado de Nápoles, na divisão continental da Sicília.